# The Pastels
The Pastels (с англ. — «Пастель») — инди-рок-группа из Глазго, образованная в 1981 году. Они были ключевыми фигурами шотландской и британской независимой музыкальной сцены 1980-х годов и особенно заслужили признание за развитие независимой и уверенной музыкальной сцены в Глазго. В состав группы входили несколько участников, но в настоящее время в нее входят Стивен МакРобби, Катрина Митчелл, Том Кроссли, Джон Хогарти, Элисон Митчелл и Сьюз Бир.

## Характеристики
Стиль
Несмотря на то, что The Pastels были практически неизвестны за пределами кругов инди-рока, они были одной из самых вдохновляющих и стойких групп в этом жанре, на заре своего существования возглавлявшей движение к обновленному ощущению задумчивого музыкального примитивизма и нарочитой наивности, известного под названиями «shambling» или «anorak pop». Кроме того, их влияние помогло привлечь международное внимание к возрождающемуся шотландскому музыкальному сообществу, а легендарный лейбл 53rd & 3rd фронтмена Стивена МакРобби помог начать карьеру таким группам, как The Jesus and Mary Chain, Shop Assistants, BMX Bandits, the Vaselines и the Soup Dragons.

## Наследие
Несмотря на свой противоречивый музыкальный подход, группа The Pastels вскоре после своего образования прониклась зарождающейся культурой фэнзинов, отождествляемых со звучанием и имиджем группы, и постепенно начала оказывать влияние на новую волну групп, а также привлекать внимание NME и других британских СМИ. Группа упомянута в книге «Открытки из Шотландии», подробно описывающей независимую музыкальную сцену Шотландии 1980-х и 1990-х годов. У группы Black Tambourine есть песня о любви к Стивену Пастелю «Throw Aggi off the Bridge». У Talulah Gosh есть песня «Pastels Badge». В начале 2000-х группа продолжала привлекать внимание, особенно в Японии, где они «неожиданно оказались втянуты в шумиху вокруг брит-попа в Японии, соревнуясь за место в журналах с такими группами, как Blur и Manic Street Preachers».

## Дискография
Смотри статью «Дискография The Pastels» в англ. разделе.
Альбомы
- Up for a Bit with The Pastels (1987)
- Sittin' Pretty (1989)
- Mobile Safari (1995)
- Illumination (1997)
- Slow Summits (2013)

Сборники
- Suck On (1988)
- Truckload of Trouble (1994)
- Illuminati (1998)
- Summer Rain (2013)

Саундтрек
- The Last Great Wilderness (2003)